# Nils Erik Wickberg
Nils Erik Wickberg, född 10 september 1909 i Helsingfors, död där 11 juli 2002, var en finlandssvensk arkitekt och konsthistoriker. Han var son till typografen Axel Wickberg och Alina f. Nyman.

## Biografi
Wickberg utexaminerades till arkitekt 1936 och verkade som lärare i stillära vid Konstindustriella läroverket 1937-1948, som lärare i konsthistoria vid Tekniska högskolan, Helsingfors 1946 - 1952 och senare som professor i byggnadskonstens historia och stillära 1955–1972.  
Från och med 1936 var Wickberg redaktör för tidskriften Arkitekten samt  chefredaktör 1946 - 1959. Under Wickbergs tid utkom tidskriften både på finska och svenska, efter hans tid på finska (och engelska).  
Wickberg var också aktiv i olika expertnämnder och organisationer, bl.a. Finlands Arkitektförbund, Arkitektgillet, statens arkitekturnämnd, Helsingfors museinämnd och delegationen för Rominstitutet. 
Wickberg hör till dem som i Finland skrivit mest om byggnadskultur med tyngdpunkt på historia. Mycket har haft en polemisk eller kritisk karaktär. Han var en av de första som försvarade den hotade gamla byggnadskulturen. År 1974 tilldelades han byggnadskonstens statspris och 1990 fick han Fack-Finlandia-prisets hedersomnämnande för verket Städer, byggnader...
Förutom böcker och artiklar om arkitektur skrev Wickberg inom flera skönlitterära genrer och framträdde som kompositör och målare. Förutom aforismer, essäer och dikter skrev han en självbiografisk roman som utgetts i två delar; Semikolon 1 (1978) och Semikolon 2 (1979).
Wickberg tilldelades Tollanderska priset 1964 och 1977. 
Nils Erik Wickbergs omfattande livsverk inom arkitekturen, konsten och musiken presenterades på en livsverksutställning på Arkitekturmuseet 1995. Hans arkiv finns hos Svenska litteratursällskapet i Finland.

### Poesi
Nattlig monolog (1940)

Improvisationer (1947)

Tonfall (1976)

Ett tänkande rö (1985)

Aftonläsning (1987)

### Prosa
Anteckningar i tidsföljd (1962)

Semikolon 1 (1978)

Semikolon 2 (1979)

En julberättelse/Joulutarina (1994)

### Arkitektur
Empirestudier (1945)

Ajatuksia arkkitehtuurista (1946) på olika språk

Tankar om arkitektur (1946)

Suomen rakennustaidetta (1959)

Byggnadskonst i Finland (1959)

Försök över arkitektur (1963)

Carl Ludvig Engel (1970) på olika språk

Arkitekturen och tidsandan (1974)

Privathus i Kronohagen (1978)

Senaatintori, Senatstorget, The Senate Square, Der Senatenplatz (1981)

Människan och arkitekturen (1982)

Städer, byggnader... (1989) 

## Priser och utmärkelser
- Statens pris i byggnadskonst 1974
- Tollanderska priset 1964 och 1977